# グスタボ・ロペス
グスタボ・アドリアン・ロペス（Gustavo Adrián López, 1973年4月13日 - ）は、アルゼンチン・ブエノスアイレス州出身の元サッカー選手、現サッカー指導者。アルゼンチン代表であった。ポジションはミッドフィールダー（左サイドハーフ）。

## 経歴
ブエノスアイレス州のバレンティン・アルシーナに生まれた。1991年にCAインデペンディエンテからデビューし、5シーズン在籍する間にリーグ優勝・スーペルコパ・スダメリカーナ優勝（2度）・レコパ・スダメリカーナ優勝を飾っている。1995年にリーガ・エスパニョーラのレアル・サラゴサに移籍し、トップチームでレギュラーを務めた。1999年にセルタ・デ・ビーゴに移籍し、プレースタイルを確立させて重要な選手となった。1999-2000シーズンから4シーズン連続でUEFAカップに出場し、2003-04シーズンには初めてUEFAチャンピオンズリーグに出場したが、リーグ戦は不振を極めてセグンダ・ディビシオン（2部）に降格した。移籍することなくセルタに留まり、キャプテンとしてプリメーラ・ディビシオン（1部）昇格を果たすと、2007年5月にはプリメーラ・ディビシオン通算300試合出場を達成した。2006-07シーズンに再びセグンダ・ディビシオン降格が決定し、セグンダ・ディビシオンのカディスCFに移籍した。2007-08シーズンは20位でセグンダ・ディビシオンB（3部）に降格し、2008年夏には古巣CAインデペンディエンテへ移籍する噂もあったが、現役引退を表明した。
1996年にはU-23アルゼンチン代表としてアトランタオリンピックに出場し、銀メダルを獲得した。1994年12月のルーマニア戦でアルゼンチンA代表デビューし、1997年と1999年のコパ・アメリカ、2002年のFIFAワールドカップに出場した。
2022年6月15日、アルゼンチン代表でチームメイトだったディエゴ・シメオネ率いるアトレティコ・マドリードのコーチングスタッフに就任した。

## 代表歴

### 出場大会
- アルゼンチン代表
  - 2002 FIFAワールドカップ (グループリーグ敗退)

### 試合数
- 国際Aマッチ 30試合 4得点（1994年-2003年）[5]

| アルゼンチン代表 | 国際Aマッチ | 国際Aマッチ |
| 年               | 出場        | 得点        |
| ---------------- | ----------- | ----------- |
| 1994             | 1           | 0           |
| 1995             | 4           | 2           |
| 1996             | 2           | 0           |
| 1997             | 1           | 0           |
| 1998             | 0           | 0           |
| 1999             | 8           | 1           |
| 2000             | 9           | 1           |
| 2001             | 3           | 0           |
| 2002             | 1           | 0           |
| 2003             | 1           | 0           |
| 通算             | 30          | 4           |

## タイトル

### クラブ
インデペンディエンテ
- プリメーラ・ディビシオン : 1993-94C
- スーペルコパ・スダメリカーナ : 1994, 1995
- レコパ・スダメリカーナ : 1995

セルタ
- UEFAインタートトカップ : 2000

### 個人
- 南米年間最優秀選手賞3位 : 1994